# William Boyce
William Boyce (11 de setembre de 1711 - 7 de febrer de 1779) fou un compositor anglès, generalment considerat com un dels més importants del segle xviii al seu país. Rival d'Arne als teatres de Londres del segle xviii, també va gaudir se reputació popular gràcies a la música instrumental, cançons i obres corals seculars, sovint escrites en un estil Barroc italià tardà.

## Biografia
Nascut a Londres, Boyce va ser un nen del cor de la catedral de Saint Paul i després de canviar-li la veu va estudiar música amb Maurice Greene. El seu primer acompliment com a professional va arribar el 1734 quan va aconseguir ser organista a l'Oxford Chapel. Després d'ocupar llocs similars finalment fou nomenat Master of the Queen's Music el 1755, arribant a ser organista a la Chapel Royal el 1758.
Quan la sordesa de Boyce va arribar a ser tan accentuada que no podia continuar amb el seu càrrec d'organista, es va retirar i va treballar a completar la compilació de la Cathedral Music la qual el seu mestre Greene havia deixat incompleta a la seva mort, i en la que també i va intervenir Christopher Tye. Això va permetre a Boyce editar treballs de William Byrd i Henry Purcell. Moltes de les peces de la seva col·lecció són encara usades en els serveis anglicans d'avui.
Boyce és conegut pel seu conjunt de vuit simfonies, les seves antífones («anthems») i les seves odes. També va escriure la mascarada Peleus and Thetis i cançons per la Secular Masque de John Dryden, música incidental per a les obres de William Shakespeare -La tempesta, Cymbeline, Romeu i Julieta i Conte d'hivern- i gran quantitat de música de cambra incloent dotze de sonates en trio.
Boyce fou totalment oblidat després de la seva mort i fins i tot avui en dia és un compositor poc interpretat, malgrat que un gran nombre de les seves obres van ser descobertes en els anys 1930 i que Constant Lambert va editar i algunes vegades va interpretar les seves obres. Va tenir infinitat d'alumnes entre ells en John Stafford Smith.